# Línea L7 (Montevideo)
La línea L7 es una línea  local de la terminal del Cerro, une dicha terminal con el Hospital Saint Bois. Es considerada una de las líneas locales más extensas de la ciudad.

## Recorridos
Circula por los barrios Cerro, La Paloma, Barrio Maracaná, Las Torres, Paso de la Arena y Lezica.
| - Zona B (Terminal Cerro) - Av. Carlos María Ramírez - Cno. Cibils - Primera al Norte - Calle 3 - Los Cedros - Francisco de Goya - Los Nogales - Cno. Cibils - Mirunga - Martín José Artigas - Avenida Luis Batlle Berres - (Terminal de Paso de la Arena) - Avenida Luis Batlle Berres - Camino de los Orientales - Camino Luis Eduardo Pérez - Liga Federal - Avenida Ideario Artiguista - Camino Luis Eduardo Pérez (U.A.M) - Camino Melilla - (Aeropuerto de Melilla) - Avenida Lezica - Guanahany - Vehicular Peatonal - Hospital Saint Bois | - Hospital Saint Bois - Vehicular Peatonal - Guanahany - Avenida Lezica - (Aeropuerto de Melilla) - Camino Melilla - Camino Luis Eduardo Pérez - Avenida Ideario Artiguista - Liga Federal - Camino Luis Eduardo Pérez (U.A.M) - Camino De los Orientales - Avenida Luis Batlle Berres - (Terminal de Paso de la Arena) - Avenida Luis Batlle Berres - Camino Tomkinson - Camino Cibils - Los Nogales - Francisco de Goya - Los Cedros - Calle 3 - Primera al Norte - Camino Cibils - Avenida Carlos María Ramírez - Avenida Santín Carlos Rossi - Pedro Castellino - Zona B (Terminal Cerro) |